# Rhineimegopis cordieri
Rhineimegopis cordieri là một loài bọ cánh cứng trong họ Cerambycidae.